# Liste der Kulturdenkmale in Cracau (Magdeburg)
In der Liste der Kulturdenkmale in Cracau sind alle Kulturdenkmale des zur Stadt Magdeburg gehörenden Stadtteils Cracau aufgelistet. Grundlage ist das Denkmalverzeichnis des Landes Sachsen-Anhalt, das auf Basis des Denkmalschutzgesetzes vom 21. Oktober 1991 erstellt und seither laufend ergänzt wurde. (Stand: 31. Dezember 2022)

## Denkmale
| Lage                                                                                | Bezeichnung                                  | Beschreibung | Erfassungs- nummer | Ausweisungsart               | Bild                                       |
| ----------------------------------------------------------------------------------- | -------------------------------------------- | --- | ------------------ | ---------------------------- | ------------------------------------------ |
| Alwin-Brandes-Straße 1, 3, 5, 7, Bassermannstraße 1-3, 5 und weitere Häuser (Karte) | Siedlung Cracau                              | Siedlung Die Siedlung Cracau wurde größtenteils in der Zeit von 1930 bis 1933 erbaut. Bis 1939 wurde die Siedlung erweitert, ebenso nach 1945. Es sind etwa 1700 Wohnungen, die nach dem Stadterweiterungsplan von Bruno Taut erbaut worden sind. Die Architekten waren Carl Krayl, Johannes Göderitz und Paul Wahlmann. Fast alle Häuser sind dreigeschossig mit Mezzanin und einem Flachdach. | 094 81813          | Denkmalbereich               | Weitere Bilder                             |
| Am Charlottentor 31 (Karte)                                                         | Schuppen Am Charlottentor 31                 | Der Schuppen war das ehemalige Wagenhaus Nummer 13 des Artillerie-Depots, heute ist es ein Jugend- und Sozialzentrum. Erbaut wurde das Haus in der Zeit von 1880 bis 1900. | 094 76872          | Baudenkmal                   | Schuppen Am Charlottentor 31               |
| Babelsberger Straße 1 (Karte)                                                       | St. Briccius                                 | Kirche Die St.-Briccius-Kirche wurde im Stil des Frühbarocks im Jahre 1611 erbaut. Der Turm stammt allerdings aus dem 12. oder 13. Jahrhundert. Der Turm ist schiffbreit und hat ein flaches Walmdach. Im Inneren befinden sich ein Flachdach und ein barocker Kanzelaltar. Weiter befinden sich in der Kirche eine Empore und ein klassizistisches Orgelprospekt. | 094 82473          | Baudenkmal                   | St. Briccius                               |
| Babelsberger Straße 1 (Karte)                                                       | Kriegerdenkmal Cracau                        | Das 1922 errichtete Denkmal erinnert an die Gefallenen des Ersten Weltkrieges. | 094 71104          | Baudenkmal                   | Kriegerdenkmal Cracau                      |
| Babelsberger Straße 6 (Karte)                                                       | Wohn- und Geschäftshaus                      | Das Haus wurde um 1910 erbaut. | 094 82475          | Baudenkmal                   | Wohn- und Geschäftshaus                    |
| Babelsberger Straße 7 (Karte)                                                       | Wohn- und Geschäftshaus                      | Das viergeschossige Haus wurde um 1910 erbaut. | 094 82476          | Baudenkmal                   | Wohn- und Geschäftshaus                    |
| Babelsberger Straße 8 (Karte)                                                       | Wohn- und Geschäftshaus                      | Das viergeschossige Haus wurde um 1910 erbaut. | 094 82477          | Baudenkmal                   | Wohn- und Geschäftshaus                    |
| Babelsberger Straße 9 (Karte)                                                       | Wohn- und Geschäftshaus                      | Das viergeschossige Haus wurde um 1910 erbaut. | 094 82478          | Baudenkmal                   | Wohn- und Geschäftshaus                    |
| Babelsberger Straße 11, 12 (Karte)                                                  | Wohnhaus                                     | | 094 82481          | Baudenkmal                   | Wohnhaus                                   |
| Babelsberger Straße 15 (Karte)                                                      | Villa                                        | Die Villa wurde 1889 erbaut. Das Haus ist nur an dreiseiten freistehend, es bildet mit der Villa Babelsberger Straße 16 eine Einheit. | 094 82479          | Baudenkmal                   | Villa                                      |
| Babelsberger Straße 16 (Karte)                                                      | Villa                                        | Die Villa wurde in der Zeit von 1880 bis 1890 erbaut. Das Haus ist nur an dreiseiten freistehend, es bildet mit der Villa Babelsberger Straße 15 eine Einheit. | 094 82480          | Baudenkmal                   | Villa                                      |
| Babelsberger Straße 20 (Karte)                                                      | Wohnhaus                                     | | 094 82482          | Baudenkmal                   | Wohnhaus                                   |
| Bassermannstraße (Karte)                                                            | St. Andreas                                  | Kirche Erbaut wurde die Kirche in den Jahren 1950/51. Es ist ein Quaderbau mit einem rechteckigen Grundriss. Die Fenster sind große Rechtecksfenster, das Dach ist ein flaches Satteldach. Die Kirche ist eine der wenigen katholischen Kirchenbauten in der DDR. | 094 82483          | Baudenkmal                   | Weitere Bilder                             |
| Burchardstraße 6 (Karte)                                                            | Wohnhaus                                     | | 094 82175          | Baudenkmal                   | Wohnhaus                                   |
| Burchardstraße 17 (Karte)                                                           | Villa                                        | Die Villa wurde ab dem Jahre 1889 für Professor Gotthard Friedrich Brandt geplant und erbaut. Es ist ein ein- und zweigeschossiger Bau mit eklektizistischen Formen mit einem Elbblick. Die Fassade ist dreigeteilt, links befindet sich ein zweigeschossiger Teil mit einem Flachdach, die Mitte bildet ein Risalit mit Erker und Attika und rechts ein eingeschossiger Bauteil mit Satteldach und Treppengiebel.                                                                                                | 094 82176          | Baudenkmal                   | Villa                                      |
| Cracauer Straße 8-10 (Karte)                                                        | Schule                                       | | 094 82489          | Baudenkmal                   | Schule                                     |
| Cracauer Straße (Karte)                                                             | Brücke über die Alte Elbe                    | Die Brücke ist Teil der Eisenbahnlinie Magdeburg-Potsdam und führt über die Alte Elbe. | 094 76764          | Baudenkmal                   | Brücke über die Alte Elbe                  |
| Mühlweg 11 (Karte)                                                                  | Ruhestätte Gustav Adolf Pfeiffer             | Grabmal Gustav Adolf Pfeiffers auf dem Ostfriedhof Magdeburg | 094 71426          | Baudenkmal                   | Ruhestätte Gustav Adolf Pfeiffer           |
| Mühlweg 11 (Karte)                                                                  | Friedhofskapelle des Ostfriedhofes Magdeburg | neogotische Friedhofskapelle aus dem Jahr 1908 | 094 71021          | Baudenkmal                   | Weitere Bilder                             |
| Pechauer Straße 3a (Karte)                                                          | Wohnhaus                                     | | 094 82492          | Baudenkmal                   | Wohnhaus                                   |
| Pfeifferstraße 3 (Karte)                                                            | Pflegeheim                                   | | 094 82494          | Baudenkmal                   | Pflegeheim                                 |
| Pfeifferstraße 8-10 (Karte)                                                         | Pfeiffersche Stiftungen                      | Heilanstalt Die Heilanstalt der Pfeifferschen Stiftung wurde im Jahre 1889 gegründet. Gründer war Gustav Adolf Pfeiffer (1837–1902). Die Heilanstalt entstand in mehreren Bauphasen vom Ende des 19. Jahrhunderts bis etwa 1920. Die Bauten der Heilanstalt sind schlichte Ziegelbauten. | 094 82495          | Baudenkmal                   | Pfeiffersche Stiftungen                    |
| Pfeifferstraße 10, auf dem Gelände der Pfeifferschen Stiftungen (Karte)             | Diakonissenhaus                              | Diakonissenhaus | 094 82495 001      | Teilobjekt eines Baudenkmals | BW                                         |
| Pfeifferstraße 10, auf dem Gelände der Pfeifferschen Stiftungen (Karte)             | Haus Bethesda                                | Heilanstalt | 094 82495 002      | Teilobjekt eines Baudenkmals | BW                                         |
| Pfeifferstraße 10, auf dem Gelände der Pfeifferschen Stiftungen (Karte)             | Luisenhaus                                   | Krankenhaus | 094 82495 003      | Teilobjekt eines Baudenkmals | BW                                         |
| Pfeifferstraße 8-10, Schwarzkopfweg (Karte)                                         | Anstaltskirche der Pfeiffersche Stiftungen   | Kirche Die Kirche der Pfeifferschen Stiftung, auch Samariterkirche genannt, wurde im Jahre 1899 erbaut. Ab 1908 ist die Kirche Teil einer selbstständigen Kirchengemeinde. Es ist ein Backsteinbau im Stil der Gotik mit einem oktogonalen Grundriss. Zur Kirche gehört ein Chor, eine kleine Vorhalle und zwei Trakte für bettlägerige Teilnehmer am Gottesdienst. Auch das Dach ist oktogonal und trägt ein Dachreiter. Im Zweiten Weltkrieg wurde die Kirche beschädigt und 1944 vereinfacht wieder aufgebaut. | 094 82495          | Baudenkmal                   | Anstaltskirche der Pfeiffersche Stiftungen |
| Pfeifferstraße (Karte)                                                              | Transformatorenstation Cracau                | Die Transformatorenstation wurde um 1910 im Heimatstil erbaut. Es ist ein Putzbau mit runden Grundriss inmitten einer Kreuzung. Das Dach ist ein rundes Mansarddach. Es befindet sich an der Ecke Babelsberger Straße. | 094 82493          | Baudenkmal                   | Transformatorenstation Cracau              |
| Potsdamer Straße 8a-b (Karte)                                                       | Wohnhaus                                     | | 094 70242          | Baudenkmal                   | Wohnhaus                                   |
| Seestraße 7 (Karte)                                                                 | Wohnhaus                                     | | 094 82499          | Baudenkmal                   | Wohnhaus                                   |
| Seestraße 11 (Karte)                                                                | Villa                                        | | 094 82500          | Baudenkmal                   | Villa                                      |
| Simonstraße 9 (Karte)                                                               | Stall                                        | | 094 82501          | Baudenkmal                   | Stall                                      |
| Simonstraße 18 (Karte)                                                              | Wohnhaus                                     | | 094 82503          | Baudenkmal                   | Wohnhaus                                   |
| Triftweg 2 (Karte)                                                                  | Wohn- und Geschäftshaus                      | | 094 82507          | Baudenkmal                   | Wohn- und Geschäftshaus                    |
| Turmschanzenstraße 2 (Karte)                                                        | Schuppen Turmschanzenstraße 2                | Der Schuppen war das ehemalige Wagenhaus Nummer 15 des Artillerie-Depots. | 094 82870          | Baudenkmal                   | Schuppen Turmschanzenstraße 2              |
| Witzlebenstraße 1 (Karte)                                                           | Fort XI                                      | Fort XI der Festung Magdeburg | 094 18248          | Baudenkmal                   | Fort XI                                    |
| Witzlebenstraße 1 (Karte)                                                           | Grundschule Am Pechauer Platz                | Grundschulpavillons im Stil des Neuen Bauens von 1950/51 | 094 18248          | Baudenkmal                   | Grundschule Am Pechauer Platz              |
| Zuckerbusch 15, 17b (Karte)                                                         | Kaserne                                      | | 094 17899          | Baudenkmal                   | Kaserne                                    |

## Ehemalige Denkmale
Die nachfolgenden Objekte waren ursprünglich ebenfalls denkmalgeschützt oder wurden in der Literatur als Kulturdenkmale geführt. Die Denkmale bestehen jedoch nicht mehr, ihre Unterschutzstellung wurde aufgehoben oder sie werden nicht mehr als Denkmale betrachtet.
| Lage                                                                                | Bezeichnung                       | Beschreibung | Erfassungs- nummer | Ausweisungsart | Bild                              |
| ----------------------------------------------------------------------------------- | --------------------------------- | --- | ------------------ | -------------- | --------------------------------- |
| Burchardstraße 19, 21; Flur 793; Flurstück 2447/189 auf dem Petersilienberg (Karte) | Cracauer Brauerei R. Sieger & Co. | Brauerei Gebäude einer 1866 gegründeten ehemaligen Brauerei; 2013 abgerissen                                                           | 094 82172          | Baudenkmal     | Cracauer Brauerei R. Sieger & Co. |
| Burchardstraße 22; auf dem Petersilienberg (Karte)                                  | Alte Cracauer Dorfschule          | Schule 1883 in Fachwerkbauweise als Rayonhaus errichtete und später mehrfach erweiterte Volksschule, 2011 abgerissen                   | 094 82174          | Baudenkmal     | BW                                |
| Pechauer Straße 39 (Karte)                                                          | Toilettenhaus Pechauer Straße     | Toilettenhaus 1928 nach einem Entwurf des städtischen Hochbauamtes unter Johannes Göderitz errichtet; 2012 abgerissen                  | 094 71455          | Baudenkmal     | BW                                |
| Potsdamer Straße 3 (Karte)                                                          | Bauernhof Potsdamer Straße 3      | ehemaliger Bauernhof/Wohnhaus; abgerissen (genehmigter Abbruchantrag aus dem Jahr 1999), nach 2010 Fläche neu bebaut                   | 094 82497          | Baudenkmal     | BW                                |
| Triftweg 4 (Karte)                                                                  | Wohnhaus Triftweg 4               | Wohnhaus zweigeschossiges Fachwerkhaus aus dem Jahr 1877, als Rayonhaus errichtet, Im Jahr 2021 aus dem Denkmalverzeichnis gestrichen. | 094 82508          | Baudenkmal     | Weitere Bilder                    |

## Legende
In den Spalten befinden sich folgende Informationen:
- Lage: Nennt den Straßennamen und wenn vorhanden die Hausnummer des Kulturdenkmals. Die Grundsortierung der Liste erfolgt nach dieser Adresse. Der Link „Karte“ führt zu verschiedenen Kartendarstellungen und nennt die geographischen Koordinaten.
Link zu einem Kartenansichtstool, um Koordinaten zu setzen. In der Kartenansicht sind Baudenkmale ohne Koordinaten mit einem roten bzw. orangen Marker dargestellt und können in der Karte gesetzt werden. Baudenkmale ohne Bild sind mit einem blauen bzw. roten Marker gekennzeichnet, Baudenkmale mit Bild mit einem grünen bzw. orangen Marker.
- Offizielle Bezeichnung: Nennt den Namen, die Bezeichnung oder zumindest die Art des Kulturdenkmals und verlinkt, soweit vorhanden, auf den Artikel zum Objekt.
- Beschreibung: Nennt bauliche und geschichtliche Einzelheiten des Kulturdenkmals, vorzugsweise die Denkmaleigenschaften.
- Erfassungsnummer: Für jedes Kulturdenkmal wird in Sachsen-Anhalt eine 20stellige Erfassungsnummer vergeben. Die letzten zwölf Ziffern werden für die Untergliederung nach Teilobjekten genutzt und werden nur angegeben, soweit vergeben. In dieser Spalte kann sich folgendes Icon  befinden, dies führt zu Angaben zu diesem Baudenkmal bei Wikidata.
- Ausweisungsart: Die Einordnung des Denkmales nach § 2 Abs. 2 DenkmSchG LSA
- Bild: Ein Bild des Denkmales, und gegebenenfalls einen Link zu weiteren Fotos des Kulturdenkmals im Medienarchiv Wikimedia Commons. Wenn man auf das Kamerasymbol klickt, können Fotos zu Kulturdenkmalen aus dieser Liste hochgeladen werden: